# Gelnhauser Privileg von 1186

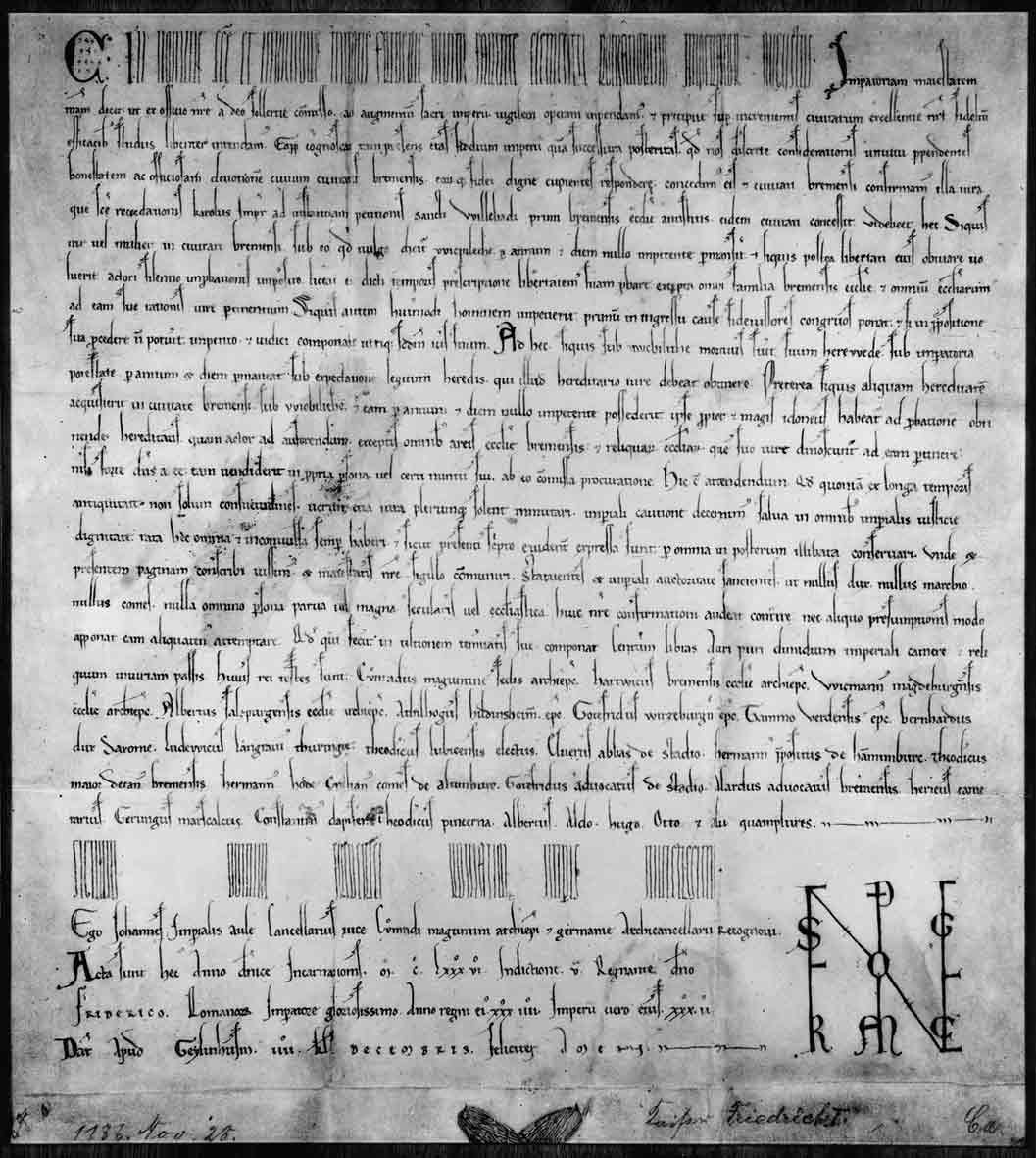
Das Gelnhauser Privileg

Das Gelnhauser Privileg oder Barbarossaprivileg ist ein Privileg, mit dem Kaiser Friedrich I. Barbarossa im Jahre 1186 die Stadt Bremen als politische Körperschaft anerkannte, ihren Schutz und die Rechte ihrer Bürger – der cives Bremensis civitatis (der „Bürger der Bremer Bürgerschaft“) – garantierte.
Das Gelnhauser Privileg, das mit Zustimmung von Bischof Hartwig II. ausgestellt wurde, legte fest, dass die Regierungsgewalt in der Stadt nur mehr vom Kaiser und der Bürgerschaft ausgehen sollte, nicht mehr von der Kirche. Die Stadt unterstand somit direkt dem Kaiser und war formal eine freie Reichsstadt. Des Weiteren enthielt das Dokument Bestimmungen über Leibeigene, die gemäß dem Rechtsgrundsatz Stadtluft macht frei nach einem Aufenthalt von Jahr und Tag in der Stadt als frei galten, sowie Klauseln über den Schutz von Erb- und Grundeigentum.
Die Bestimmungen des Privilegs beziehen sich auf Rechte, die vorgeblich bereits Karl der Große auf Veranlassung von Bischof Willehad der Stadt Bremen gewährt haben soll.